# Дыров, Андрей Яковлевич
Андре́й Я́ковлевич Ды́ров (15 сентября 1903 — 5 сентября 1977) — полный кавалер ордена Славы, участник Великой Отечественной войны.

## Биография
Родился 15 сентября 1903 года в селе Лягушовка (ныне — в Белинском районе Пензенской области). Национальность — русский.
Впервые проходил службу в РККА в 1925—1927 годах, затем работал продавцом в магазине в городе Фергана.
В августе 1941 года был призван в Красную Армию, с августа 1942 года участвовал в боевых действиях Великой Отечественной войны.
Служил на должности командира расчета 45-мм пушки 1279-го стрелкового полка, 389-й стрелковой дивизии, принимал участие в оборонительных и наступательных операциях на Кавказе и Кубани.
16 апреля 1943 года под хутором Братчики Краснодарского края, сержанту Дырову было поставлено боевое задание — огнём своего орудия подавить пулемет противника и обеспечить продвижение нашей пехоты вперед. А. Я. Дыров со своим расчетом подтащил на себе пушку на расстояние 150 метров от переднего края противника и открыл прицельный огонь. В результате был разбит один ДЗОТ противника с пулеметом, подавлено два пулемета и уничтожено 4 солдата противника. Это дало возможность пехотным подразделениям выполнить свою задачу.
Приказом № 021/н от 09.05.1943 года по 389-й стрелковой дивизии награждён орденом Красной Звезды.
В декабре 1943 года 389-я дивизия была передислоцирован на Украину. 16 января 1944 года возле села Зозово Липовецкого района Винницкой области, расчёт старшего сержанта Дырова с открытой огневой позиции поразил 4 пулемета, до взвода живой силы противника и автомашину, в результате чего заставил вражескую пехоту залечь, а затем и отойти.
11 февраля 1944 награждён орденом Славы 3 степени.
13 июля 1944 года при прорыве обороны противника в районе города Горохов Волынской области, командуя расчётом, прямой наводкой подавил 3 пулемета, а в период преследования противника — противотанковое орудие. 14 июля 1944 года под селом Порванче Гороховского района Волынской области, 20 км западнее реки Стырь, вместе с бойцами уничтожил 2 БТР и больше 10 гитлеровцев. 10 ноября 1944 года награждён орденом Славы 2 степени.
14 января 1945 года в бою за населенный пункт Домашевичи (Польша) обнаружил на его окраине скопление вражеской пехоты и артиллерийским огнём поразил до 10 солдат и офицеров. При подходе к населенному пункту Слопец-Шляхецки, 14 км юго-восточнее города Кельце, (Польша), а затем в уличных боях подавил 3 огневые точки, истребил много живой силы противника. После того как выбыли из строя все номера расчета, один вёл огонь из орудия по вражеской пехоте, уничтожив свыше 10 солдат. 27 июня 1945 года награждён орденом Славы 1 степени.
После демобилизации в сентябре 1945 года жил и работал в Фергане. Работал плотником.
Умер 5 сентября 1977 года.

## Награды
- Орден Красной Звезды (Приказ № 021/н от 09.05.1943 по 389-й стрелковой дивизии).
- Орден Славы 1-й степени (27.06.1945)
- Орден Славы 2-й степени (10.11.1944)
- Орден Славы 3-й степени (11.02.1944)